# Ralph Wiggum
Ralph Wiggum er en fiktiv otteårig dreng fra serien The Simpsons. Han er blevet en fanfavorit på sine talrige intetsigende kommentarer og sin nærmest selvdestruktive adfærd.
Han er nok det dummeste barn på hele Springfield Elementary skole, men på trods af dette er han den evige optimist på en nærmest lalleglad måde. 
Hans far er Springfields politichef Clancy Wiggum, og hans mor er Sarah Wiggum. Han går i anden klasse sammen med Lisa Simpson, og hans lærer er den alkoholiserede Elizabeth Hoover.
Ralph må ikke gå i den dybe ende af sin sandkasse, og hvis hans næse begynder at bløde, så er det fordi, han piller i den for meget (ifølge hans læge) eller for lidt (ifølge hans far).
Ved en sten i hans have så han engang en irsk alf, som lærte ham at brænde ting. Denne alf dukker senere op på hans skulder og beordrer ham til at brænde familien Simpsons hus ned sammen med familien (afsnittet slutter dér).
Ralph er ofte med sin far på arbejde. I et afsnit sider Ralph tilbage alene i politibilen om natten, mens faren er udenfor for at snakke med en højtråbende galning. I et andet afsnit kommer Ralph til et køre væk i farens politibil, mens faren cykler bagefter og lover ham at han må lege med hans pistol, hvis han stopper bilen.
Bussemænd, giftige bær og lim står ofte på menuen for Ralph Wiggum, hvis legetøj, som en følge af hans ulækre spisevaner, er meget klistret.
I skolen stiller han ofte læreren de mest underlige spørgsmål og hans dumhed har da også resulteret i, at han ikke må bruge en rigtig saks. Hans adfærd i skolen har i et afsnit resulteret i, at han ikke må komme i skole. Da faren spørger hvorfor han er hjemme svarer han, at hans lærer var træt af at prøve (ironisk nok er faren samtidig blevet fyret fra korpset).
Det Amerikanske rockband Bloodhound Gang Har lavet en sang opkaldt efter Ralph Wiggum